# Loudun
Loudun is een gemeente in het Franse departement Vienne (regio Nouvelle-Aquitaine). De plaats maakt deel uit van het arrondissement Châtellerault. Loudun telde op 1 januari 2022 een inwonersaantal van 6.791.

## Erfgoed
De Tour Carrée (vierkanten toren) is een gezichtsbepalend monument van de stad. De oudste delen van de toren gaan terug tot de periode tussen 1162 en 1185 toen Hendrik II Plantagenet de stad versterkte tegen invallen van de graven van Poitou. De toren werd verbouwd door de kleinzoon van Hendrik, Fulco IV van Anjou, en kreeg toen zijn actuele uiterlijk. De toren diende als donjon van het kasteel van Loudun. Het kasteel werd in 1622 op bevel van koning Lodewijk XIII afgebroken, enkel de Tour Carrée bleef gespaard. De toren is 31 meter hoog en heeft muren die tussen 1,8 en 2 meter dik zijn. De toren werd beschermd als historisch monument in 1877.

## Geografie
De oppervlakte van Loudun bedroeg op 1 januari 2022 43,77 vierkante kilometer; de bevolkingsdichtheid was toen 155,2 inwoners per km².
De onderstaande kaart toont de ligging van Loudun met de belangrijkste infrastructuur en aangrenzende gemeenten.

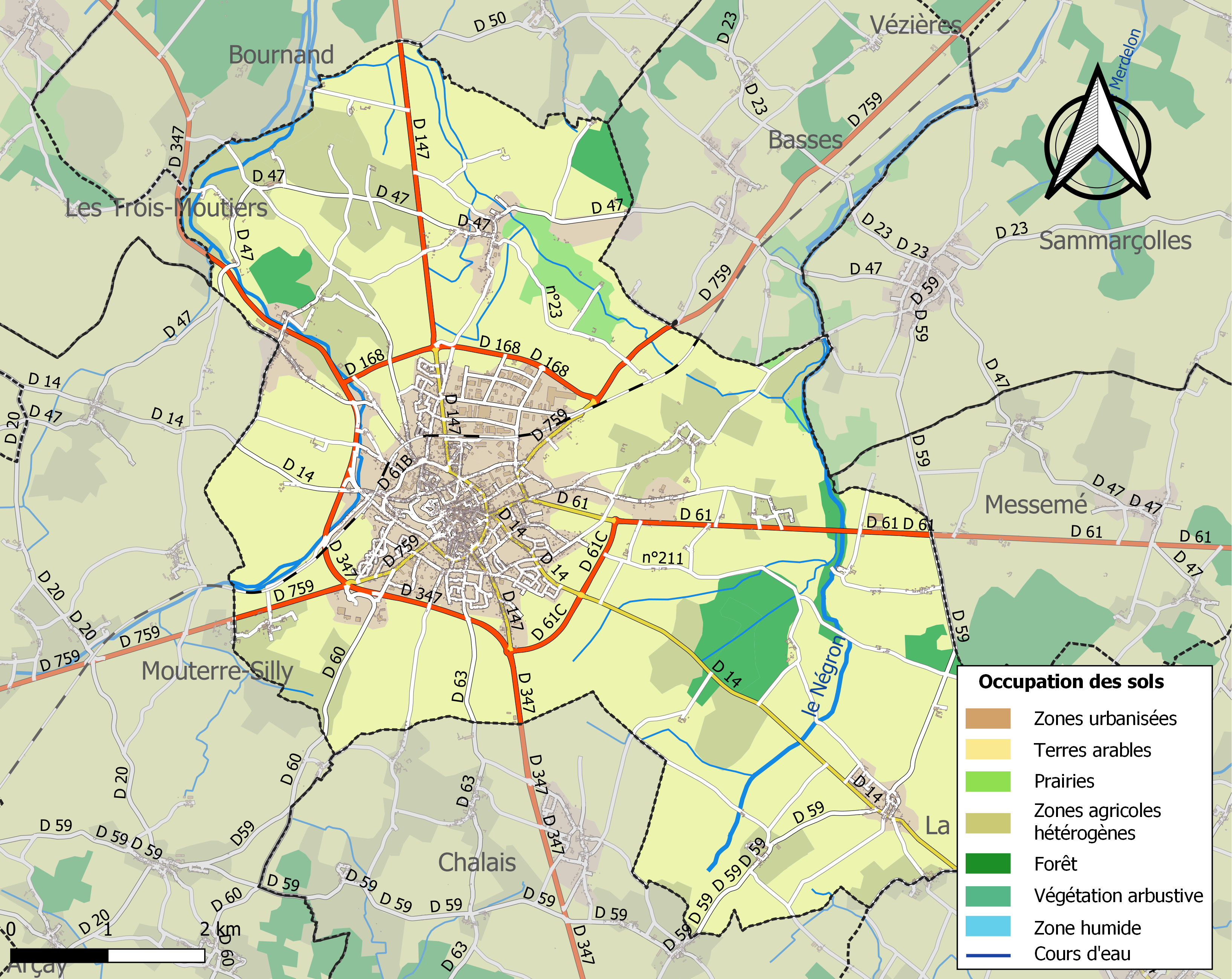

## Demografie
Onderstaande figuur toont het verloop van het inwonertal (bron: INSEE-tellingen).

## Geschiedenis
Loudun is gebouwd op een strategisch gelegen heuveltop. Hier was een Keltisch oppidum gebouwd, waarvan de naam van de stad is afgeleid: "Lug" verwijst naar de Gallische godheid en "dun" staat voor een versterkte heuvel. Loudun bleef bewoond tijdens de Gallo-Romeinse periode en werd aan het eind van de 3e eeuw versterkt naar aanleiding van de Germaanse invallen. Er is bewijs dat tijdens de Merovingische periode munten werden geslagen in Loudun.
In de middeleeuwen bevond de stad zich bij de grens tussen Poitou, Anjou en Touraine en was hierdoor vaak een twistappel. Godfried I van Anjou veroverde Loudon in 970. De Franse koning Filips Augustus veroverde de stad in 1206 en hij liet vervolgens stadswallen aanleggen en de burcht van de stad versterken. Amalrik VII van Thouars (1152-1226) was leenheer van Loudun. 
De stad kende een bloeitijd in de 16e eeuw en had toen ongeveer 10.000 inwoners. Er was een belangrijke protestantse aanwezigheid in de stad. In 1628 werd op bevel van koning Lodewijk XIII het kasteel van Loudun afgebroken. Op 18 augustus 1634 belandde de Franse priester Urbain Grandier te Loudun op de brandstapel nadat hij was veroordeeld voor hekserij wegens de beschuldiging door Ursulinen-nonnen dat zij door hem waren bezeten door kwade geesten. Ken Russell maakte er een film over, The Devils (1971), gebaseerd op Aldous Huxley's boek The Devils of Loudun. In 1683 werd Daniel de Superville predikant van de protestantse kerk in Loudun. De intrekking van het Edict van Nantes (1685) en de emigratie van veel Hugenoten maakte een einde aan de tijd van voorspoed voor de stad.
In de loop van de 19e eeuw leefde de stad terug op, onder andere door de komst van de spoorweg. De gemeente werd uitgebreid met de voormalige gemeenten Véniers (1963) en Rossay (1972).

## Belangrijke personen

### Geboren
- Scévole de Sainte-Marthe (1536-1623), dichter en bestuurder
- Théophraste Renaudot (1586-1653), arts en uitgever
- Ismaël Bullialdus (1605-1694), sterrenkundige
- Jean-Charles Cornay (1809-1837), missionaris in Vietnam en katholieke heilige
- Henri Amirault (1834-1914), marineofficier, kunstenaar en industrieel
- Mario Carl-Rosa (1853-1913), kunstschilder
- Louis Charbonneau-Lassay (1871-1946), historicus
- René Monory (1923-2009), centrumrechts politicus

### Overleden
- René Monory (1923-2009), centrumrechts politicus

### Begraven
- Georges Gilles de la Tourette (1857-1904), psychiater

## Stedenband
- Burgos (Spanje) sinds 1985
- Leuze-en-Hainaut (België) sinds 1961
- Ouagadougou (Burkina Faso) sinds 1967
- Thibodaux (Verenigde Staten) sinds 1978
- Shippagan (Canada) sinds 1981
- Audun-le-Tiche (Frankrijk) sinds 2007